# Бейтс, Глэдис Эджерли
Глэдис Эджерли Бейтс (англ. Gladys Edgerly Bates; 15 июля 1896 — 28 июля 2003) — американский скульптор.

## Биография
Глэдис Эджерли Бейтс родилась в 1896 году. Сначала училась в Школе промышленного дизайна в Трентоне у Генри Макгинниса. С 1910 по 1916 год посещала Коркоранскую школу искусств и дизайна. С 1916 года была ученицей Даниэля Гарбера и Чарльза Грефли в Пенсильванской академии изящных искусств. В 1921 году получила стипендию Cresson Traveling Scholarship, по которой смогла посетить Англию, Францию и Италию.
В 1923 году вышла замуж за художника Кеннета Бейтса (1895—1973), в браке родились трое детей.
Была членом Филадельфийской десятки, Национальной ассоциации женщин-художников, Национального общества скульпторов.
Бейтс стала известна благодаря своей фигурной резьбе. Работала с камнем, терракотой и деревом. Её работы находятся в Метрополитен-музее, Государственном музее штата Нью-Джерси и Пенсильванской академии изящных искусств.
Глэдис Эджерли Бейтс умерла в 2003 году.